# Jō
 Der er for få eller ingen kildehenvisninger i denne artikel, hvilket er et problem. Du kan hjælpe ved at angive troværdige kilder til de påstande, som fremføres i artiklen.

En jō er en cirka 160 cm. høj træstav. Den bruges i nogle japansk kampsporte som aikido for eksempel. Kampsporten at anvende en jō kaldes jōjutsu eller jōdō. aiki-jo er også en teknik indenfor aikido, som bruges til at illustrere aikidos principper med brug af våben. Jō staven er kortere end en bō. I dag bruges staven stadig af en del af det japanske politi.
| Sport | Spire Denne artikel om sport er en spire som bør udbygges. Du er velkommen til at hjælpe Wikipedia ved at udvide den. |